# Big Pokey
Big Pokey (* 4. Dezember 1977 als Milton Powell in Houston, Texas; † 18. Juni 2023 in Beaumont, Texas) war ein US-amerikanischer Rapper.

## Künstlerischer Werdegang
Big Pokey lernte in den frühen 1990er-Jahren DJ Screw kennen und rappte zunächst auf zahlreichen seiner Mixtapes. 1999 brachte er sein erstes Solo-Album mit dem Titel Hardest Pit in the Litter auf den Markt. Im nächsten Jahr kam sein zweites Album D Game 2000 auf dem Label Chevis Entertainment heraus. Er war bekannt dafür, mit tiefer Stimme und etwas langsamer als allgemein üblich zu rappen. 2001 brachte er ein Album mit Wreckshop Wolfpack mit dem Titel Tha Collabo heraus. Sein nächstes Album Da Sky’s Da Limit erschien 2002. 2005 trat er auf Paul Walls Stück Sittin’ Sidewayz mit einem Beitrag in Erscheinung. 2007 brachte er ein Best-of heraus und ein Jahr später folgte ein Solo-Album unter dem Titel Evacuation Notice.

## Tod
Big Pokey starb am 18. Juni 2023, nachdem er bei einem Auftritt in der Pour 09 Bar im texanischen Beaumont kollabiert war. Sanitäter vor Ort unternahmen Reanimationsversuche, bis er in ein nahes Krankenhaus gebracht wurde, in dem er starb.

## Diskografie
Solo-Alben
- 1999: Hardest Pit in the Litter
- 2000: D Game 2000
- 2002: Da Sky’s Da Limit
- 2007: The Best Of: Pt. 1 & Pt. 2
- 2008: Evacuation Notice

Mixtapes
- 2004: A Bad Azz Mix Tape Vol. 3
- 2005: Since The Grey Tapes Vol. 3 (mit Lil’ Keke)

In Gemeinschaftsarbeit entstandene Produktionen
- 2001: Tha Collabo (mit The Weckshop Wolfpack)
- 2005: Mob 4 Life (mit Chris Ward)
- 2008: Screwed Up Gorillaz (mit E.S.G.)